# Alexandre de Browne de Tiège
Alexandre Jean Marie Antoine Hubert de Browne de Tiege (Berchem, 26 de desembre de 1841 - Beveren-Waas, 5 de juny de 1910), fou un banquer belga, membre del Parlament belga (1900-1904) formant part del Partit Catòlic per l'arrondissement Sint-Niklaas.
Alexandre de Browne de Tiège era el principal capitalista, conjuntament amb el rei Leopold II de Bèlgica, de la Societat d'Anvers de Comerç del Congo (Societé Anversoise du Commerce au Congo) i la Companyia Anglo-Belga del Cautxú i l'Exploració (Anglo-Belgian India Rubber and Exploration Company), les dues empreses que van obtenir les principals concessions monopolístiques al territori de l'Estat Lliure del Congo. De Browne, que posseïa 1.100 de les 3.400 accions de la Societat d'Anvers, i 1.000 de les 2.000 de la Companyia Anglo-Belga era a més un dels principals creditors del rei, que el 1894 li devia més de dos milions de francs belgues.